# 26. marts
26. marts er dag 85 i året i den gregorianske kalender (dag 86 i skudår). Der er 280 dage tilbage af året.
Dagens navn er Gabriel.

### Begivenheder
Født - Dødsfald
- 1523 - Frederik 1. bliver hyldet som konge på Viborg landsting.
- 1812 - Et jordskælv ødelægger Caracas, Venezuela.
- 1827 - Den tyske komponist Ludwig van Beethoven dør i Wien.
- 1871 - Pariserkommunen etableres.
- 1881 - Fyrstedømmet Rumænien udråbes til kongerige, og Karl 1. krones til konge i Bukarest.
- 1923 - BBC indfører daglige vejrudsendelser.
- 1934 - Køreprøver bliver indført i England.
- 1953 - Den amerikanske læge Jonas E. Salk udvikler en effektiv polio-vaccination.
- 1971 - Efter voldsomme uroligheder erklærer Sheik Mujibur Rahman Østpakistan for uafhængigt under navnet Bangladesh, hvilket fører til vestpakistansk invasion og Bangladeshkrigen.
- 1979 - Anwar Sadat, Menachem Begin og Jimmy Carter underskriver den israelsk-egyptiske fredsaftale i Washington D.C..
- 1992 - Terry Waite bebuder, at han trækker sig som ærkebiskop af Canterbury's særlige udsending.
- 1995 - Schengen-samarbejdet træder i kraft.
- 1997 - I San Diego begår 39 medlemmer af den nyreligiøse sekt "Heaven's Gate" masseselvmord.
- 1998 - Ivar Hansen bliver formand for Folketinget efter lodtrækning med Birthe Weiss.
- 2000 - Vladimir Putin vinder præsidentvalget i Rusland i første omgang.
- 2006 - Venstres retordfører, Birthe Rønn Hornbech, kalder en række lovforslag til bekæmpelse af terror "et angreb på frihedsrettighederne ud over alle grænser."

### Født
- 1859 - Alfred Edward Housman, engelsk poet (død 1936).
- 1883 - Poul Reumert, dansk skuespiller (død 1968).
- 1904 - Leck Fischer, dansk forfatter (død 1956).
- 1905 - Viktor Frankl, østrigsk neurolog og psykiatriker (død 1997).
- 1911 - Tennessee Williams, amerikansk forfatter og dramatiker (død 1983).
- 1911 - Bernard Katz, tyskfødt biofysiker (død 2003).
- 1913 - Paul Erdős, ungarsk matematiker (død 1996).
- 1914 - William Westmoreland, amerikansk general (død 2005).
- 1921 - Harry Motor, dansk direktør (død 2010).
- 1925 - Pierre Boulez, fransk komponist og dirigent (død 2016).
- 1930 - Sandra Day O'Connor, amerikansk politiker og højesteretsdommer (død 2023).
- 1931 - Leonard Nimoy, amerikansk skuespiller (død 2015).
- 1934 - Alan Arkin, amerikansk skuespiller (død 2023).
- 1935 - Mahmoud Abbas, palæstinensisk præsident.
- 1940 - James Caan, amerikansk skuespiller (død 2022).
- 1940 - Nancy Pelosi, amerikansk politiker og formand for Repræsentanternes Hus.
- 1941 - Richard Dawkins, engelsk etolog og evolutionsteoretiker
- 1942 - Erica Jong, amerikansk forfatter.
- 1944 - Diana Ross, amerikansk sangerinde.
- 1951 - Lola Baidel, dansk forfatter.
- 1960 - Joan Ørting, dansk sexolog.
- 1961 - Niels Arden Oplev, dansk filminstruktør.
- 1961 - Søren Ventegodt, dansk læge.
- 1972 - Lasse Rimmer, dansk stand-up-komiker.
- 1981 -  Kamaljit Singh Jhooti, bedre kendt som (Jay sean), Britisk singer-songwriter.
- 1985 - Keira Knightley, engelsk skuespiller.
- 1989 - Simon Kjær, dansk fodboldspiller.

### Dødsfald
- 1827 - Ludwig van Beethoven, tysk komponist (født 1770).
- 1848 - Steen Steensen Blicher, dansk præst og forfatter (født 1782).
- 1892 - Walt Whitman, amerikansk digter, journalist og humanist (født 1819).
- 1902 - Cecil Rhodes, engelsk kolonialist (født 1853).
- 1923 - Olaf Poulsen, dansk skuespiller (født 1849).
- 1923 - Sarah Bernhardt, fransk skuespiller (født 1844).
- 1943 - Marie Krogh, dansk fysiolog og læge (født 1874).
- 1959 - Raymond Chandler, amerikansk forfatter (født 1888).
- 1968 - Harry Felbert, dansk musiker og kapelmester (født 1916).
- 1973 - Noel Coward, skuespiller og forfatter (født 1899).
- 1976 - Josef Albers, tysk maler (født 1888).
- 1977 - Tove Bang, dansk skuespiller (født 1904).
- 2005 - Henrik Sartou, dansk teaterinstruktør (født 1964).
- 2006 - Paul Dana, amerikansk sportsjournalist og racerkører (født 1975).
- 2009 - Cibrino, dansk rottekonge (født 1920).
- 2011 - Geraldine Ferraro, amerikansk politiker (født 1935).
- 2019 - Master Fatman, dansk DJ, foredragsholder, radiovært, skribent, MC og arrangør (født 1965).
- 2021 - Hans V. Bischoff, dansk journalist (født 1932).

|  | Denne datoartikel kan blive bedre, hvis der indsættes et (bedre) billede Du kan hjælpe ved at afsøge Wikimedia Commons for et passende billede eller uploade et godt billede til Wikimedia Commons iht. de tilladte licenser og indsætte det i artiklen. |